# Мельжин
Мельжин (пол. Mielżyn, нім. Mieltschin) — село в Польщі, у гміні Вітково Гнезненського повіту Великопольського воєводства.
Населення — 664 особи (2011).
У 1975-1998 роках село належало до Конінського воєводства.

## Демографія
Демографічна структура станом на 31 березня 2011 року:
|          | Загалом | Допрацездатний вік | Працездатний вік | Постпрацездатний вік |
| -------- | ------- | ------------------ | ---------------- | -------------------- |
| Чоловіки | 296     | 71                 | 203              | 22                   |
| Жінки    | 368     | 63                 | 239              | 66                   |
| Разом    | 664     | 134                | 442              | 88                   |